# Favosites
Favosites (фавозити) — викопний рід пластинчатих коралів, що характеризується полігональними щільно розташованими коралітами (що дало йому загальну назву «стільниковий корал»). Стінки між коралітами пронизані порами, відомими як муральні пори, які дозволяли передавати поживні речовини між поліпами. Фавозити, як і багато коралів, процвітали в теплих, освітлених сонцем морях, живлячись, фільтруючи мікроскопічний планктон своїми жалючими щупальцями та часто утворюючи частину рифових комплексів. Рід був поширений у всьому світі від пізнього ордовику до пізно пермського періоду.

## Розподіл
Фавозити набули великого поширення, і його скам'янілості можна знайти на всіх континентах (крім Антарктиди).

## Види
Були описані наступні види фавозитів:
- F. abnormis
- F. adaverensis
- F. afghanicus
- F. antiquus
- F. bowerbanki
- F. burkhanensis
- F. desolatus
- F. exilis
- F. fallax
- F. favosiformis
- F. favosus
- F. fusiforme
- Відомо, що на F. goldfussi (Lecompte, 1939) з емського, ейфельського та живетського ярусів та Свентокшиських гір[4][5] паразитує Chaetosalpinx[5].
- F. gothlandicus
- F. hisingeri
- F. ingens
- F. intricatus
- F. issensis
- F. jaaniensis
- F. kalevi
- F. lichenarioides
- F. mirandus
- F. multicarinatus
- F. oculiporoides
- F. permica
- F. petropolitana
- F. praemaximus
- F. privatus
- F. serratus
- F. sphaericus (Počta, 1902) з нижніх формацій Блакитного фіорду та затоки Розчарування девонської Канади[6].
- F. subfavosus
- F. subforbesi

## Галерея

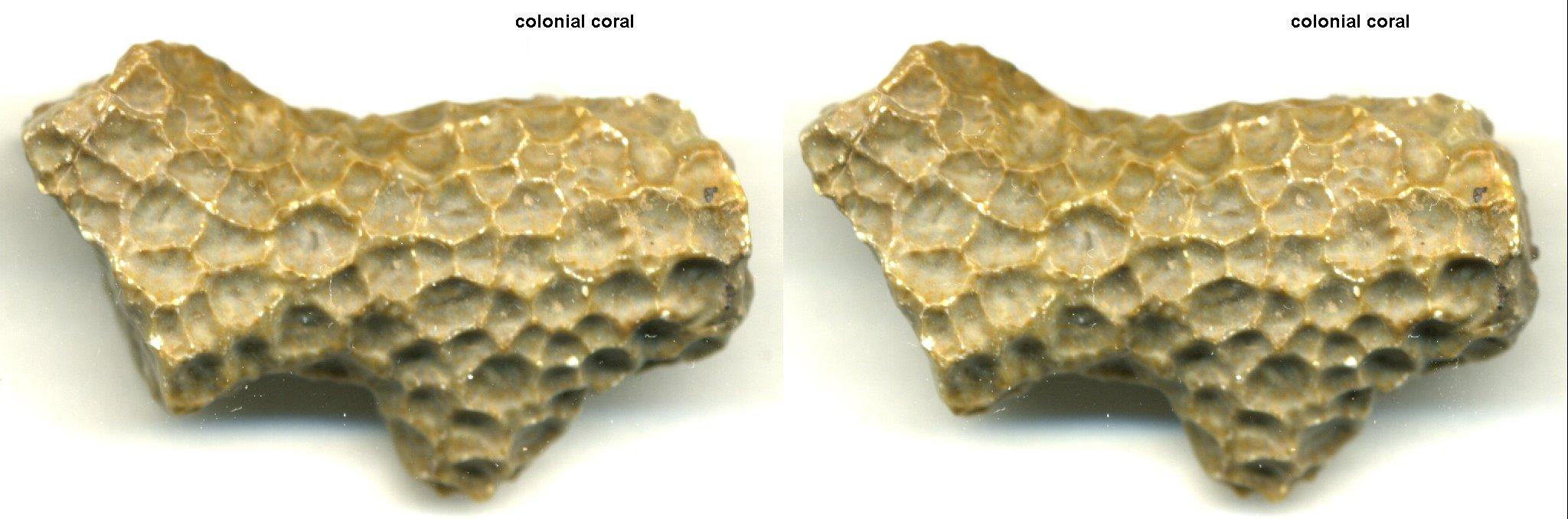
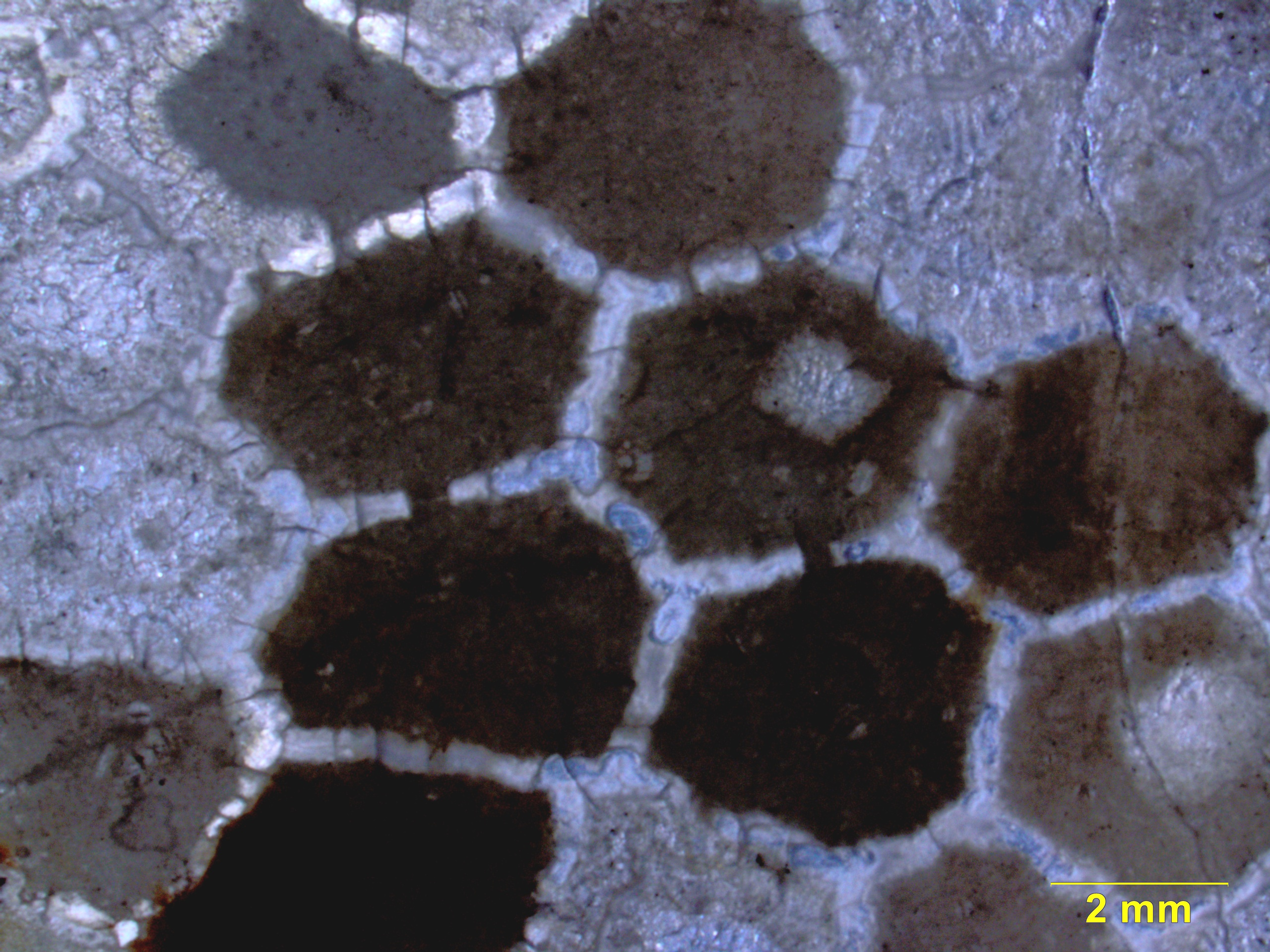
Сагітальний розріз фавозитів, що показує комунікаційні пори між коралітами. Ордовик Південної Індіани
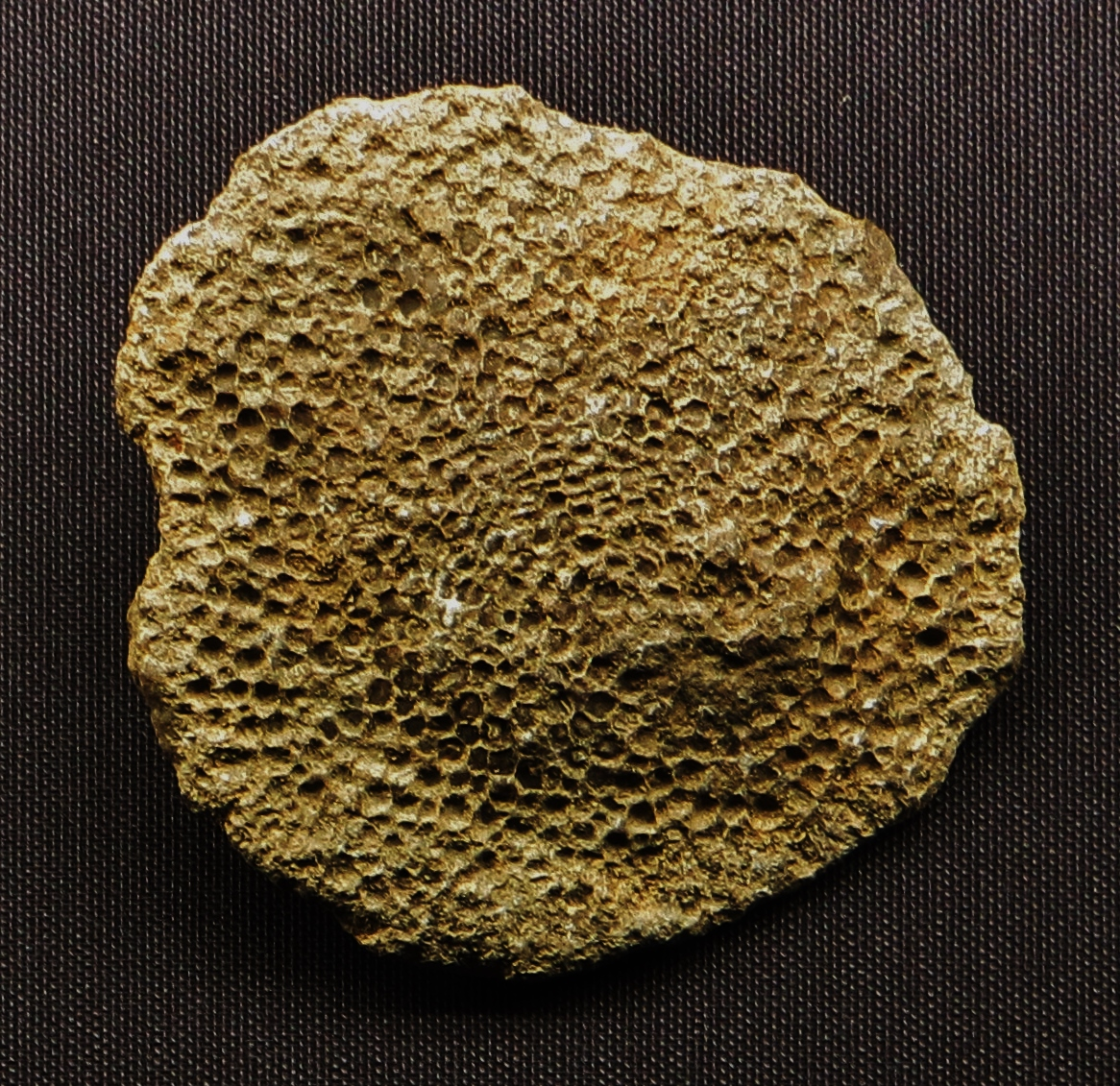
Скам'янілість Favosites goldfussi у Музеї природної історії, Вісбаден